# NGC 1715
NGC 1715 (другое обозначение — ESO 85-EN9) — эмиссионная туманность в созвездии Золотой Рыбы, расположенная в Большом Магеллановом Облаке. Открыта Джоном Гершелем в 1834 году. Описание Дрейера: «очень тусклый, маленький объект круглой формы, более яркий в середине, расположен к северо-востоку от NGC 1714, рядом находятся две звезды».
Этот объект входит в число перечисленных в оригинальной редакции «Нового общего каталога».